# Municipio de Wirt
El municipio de Wirt (en inglés: Wirt Township) es un municipio ubicado en el condado de Itasca en el estado estadounidense de Minnesota. En el año 2010 tenía una población de 106 habitantes y una densidad poblacional de 1,13 personas por km².

## Geografía
El municipio de Wirt se encuentra ubicado en las coordenadas 47°42′51″N 93°58′00″O / 47.71417, -93.96667. Según la Oficina del Censo de los Estados Unidos, el municipio tiene una superficie total de 93.63 km², de la cual 88,44 km² corresponden a tierra firme y (5,54 %) 5,19 km² es agua.

## Demografía
Según el censo de 2010, había 106 personas residiendo en el municipio de Wirt. La densidad de población era de 1,13 hab./km². De los 106 habitantes, el municipio de Wirt estaba compuesto por el 95,28 % blancos, el 2,83 % eran amerindios y el 1,89 % eran de una mezcla de razas. Del total de la población el 0 % eran hispanos o latinos de cualquier raza.